# François Gelez
Pour les articles homonymes, voir Gelez.

a Compétitions nationales et continentales officielles uniquement.

b Matchs officiels uniquement.
François Gelez, né le 15 janvier 1979 à Bayonne, est un joueur de rugby à XV reconverti entraîneur. Il a évolué pendant 10 ans au SU Agen au poste de demi d'ouverture et a joué avec l'équipe de France de 2001 à 2003.

## Biographie

### En tant que joueur
Il participe à son premier match avec l'équipe de Tyrosse le 10 novembre 1996 face à Montauban. En 1999 il rejoint le club d'Agen qui lui permet de disputer le 8 juin 2002 au Stade de France, la finale du Top 16 face au Biarritz olympique, vainqueur de cette édition.
Il joue son premier match international le 10 novembre 2001, contre l'Afrique du Sud.
Le 6 avril 2002, en cours de match contre l'Irlande, François fait ses débuts dans le Tournoi des Six Nations, et contribue à la conquête du septième Grand Chelem de l'équipe de France.
Il détrône Gérald Merceron de son statut de titulaire la saison suivante mais, après une défaite en Irlande, perd à son tour sa place au bénéfice de Frédéric Michalak.
Début 2010, il décide de mettre un terme à sa carrière de joueur et devient l'un des entraîneurs des Espoirs du SU Agen,.

### Reconversion
François Gelez s'est engagé avec le club de Perpignan en 2014 en tant qu'entraineur des lignes arrières. Lors de la saison 2014-2015, il est adjoint du directeur sportif Alain Hyardet. La saison suivante, il est co-entraîneur du club aux côtés de Grégory Patat puis de Philippe Benetton. Le 28 septembre 2016, il est remercié, avec Philippe Benetton, par le club en raison des mauvais résultats du début de saison.
En mars 2017, il rejoint le staff de l'équipe nationale d'Algérie, avec Jean-Jacques Crenca, à l'occasion de la coupe d'Afrique des nations (dans la Division 1C) pour épauler le nouveau sélectionneur Boumedienne Allam.
En 2018, il est nommé entraîneur des arrières de l'équipe de France B des moins de 18 ans au côté de Christian Califano, entraîneur des avants, et Philippe Agostini, manager. Il remplace Jean-Baptiste Élissalde, initialement nommé mais qui devient finalement entraîneur adjoint du XV de France.
En 2024, il devient entraîneur de l'équipe espoir au centre de formation de l'ASM Clermont Auvergne aux côtés d'Elvis Vermeulen.

## Carrière

### Joueur
- 1996-1999 : US Tyrosse
- 1999-2009 : SU Agen

### Entraîneur
| Saison      | Club          | Division | Poste    | Classement                             | Coupe d'Europe | Challenge Européen |
| ----------- | ------------- | -------- | -------- | -------------------------------------- | -------------- | ------------------ |
| 2014 - 2015 | USA Perpignan | Pro D2   | Arrières | 3e, éliminé en demi-finale d'accession | -              | -                  |
| 2015 - 2016 | USA Perpignan | Pro D2   | Arrières | 7e                                     | -              | -                  |

## Statistiques

### Tournoi des Six Nations
| Édition          | Rang | Résultats France | Résultats Gelez | Matchs Gelez |
| ---------------- | ---- | ---------------- | --------------- | ------------ |
| Six Nations 2002 | 1    | 5 v, 0 n, 0 d    | 1 v, 0 n, 0 d   | 1/5          |
| Six Nations 2003 | 3    | 3 v, 0 n, 2 d    | 1 v, 0 n, 1 d   | 2/5          |

Légende : v = victoire ; n = match nul ; d = défaite ; la ligne est en gras quand il y a Grand Chelem.

## Palmarès

### En sélection
- Grand Chelem en 2002

### En club
- Championnat de France de rugby à XV :
  - Finaliste (1) : 2002